# 杨绍明 (1949年)
杨绍明（1949年2月—2015年2月16日），吉林九台人，中华人民共和国政治人物。

## 生平
早年担任九台县农业局副局长，长春市委整党办副主任、市委农工部副部长、市农业局局长。1989年，出任榆树县委书记。1992年，出任长春市委农工部部长、浑江市、白山市副市长。后出任吉林省农业厅厅长。2000年，担任吉林省人民政府副秘书长、省农业委员会主任。2001年，出任松原市委书记。2008年，出任吉林省人大常委会副主任。
2015年2月16日去世。